# Filme fino
Filme fino é definido como uma camada de material com espessura entre nanômetros e micrômetros que é depositada sobre um material (substrato) com o objetivo de alterar suas propriedades superficiais. Os filmes finos podem fornecer diferentes propriedades ópticas, químicas, elétricas, mecânicas, magnéticas e térmicas para a superfície do substrato. Isto faz com que a deposição de filmes finos tenha muitas aplicações em diversas áreas da ciência, tecnologia e até na produção de itens decorativos.

## Técnicas de deposição
Técnicas de deposição vêm sendo desenvolvidas e aprimoradas ao longo dos anos. Em todas há o fornecimento de um material que irá compor o filme. A fonte deste material pode ser líquida, sólida, gás ou vapor, sendo que as fontes sólidas precisam ser vaporizadas para poderem ser transportadas até o substrato . As técnicas que envolvem deposição pela fase de vapor são divididas em duas categorias principais, deposições químicas (CVD – chemical vapor deposition) e físicas (PVD – physical vapor deposition). Todas as técnicas possuem vantagens e desvantagens sendo que são escolhidas de acordo com o filme que pretende-se obter. Diferentes técnicas ou a mesma técnica mas em condições diferentes fornecem filmes diferentes em relação a estrutura cristalina, fase e demais propriedades. 

### Deposição química de vapor - CVD
Na deposição química, moléculas ou átomos de um fluido precursor reagem quimicamente com a superfície do substrato dando origem a uma camada sólida, que é o filme fino. Essas reações comumente são ativadas, recebem energia, através do aquecimento do substrato. Nestes processos de deposição, são utilizados materiais na fase gasosos, líquidos evaporados ou sólidos gaseificados quimicamente . As principais vantagens das técnicas CVD são que ela fornece deposições uniformes mesmo em substratos com estruturas complicadas e a deposição é não direcional, ou seja, não possui uma direção privilegiada na qual depositaria mais material. Uma desvantagem destas técnicas é que elas necessitam de cuidado em relação a utilização e descarte dos precursores que podem ser inflamáveis ou poluentes. Estas técnicas vêm sendo utilizadas para a deposição de diversos tipos de filmes utilizados em diversas áreas. 
O processo CVD usam gases como precursores. Nele, os gases reagem no volume do reator e depois se depositam formando o filme. Um outro método químico é o ALD (atomic layer deposition – deposição por camada atômica) no qual o filme é depositado camada por camada atômica e as reações acontecem na superfície. A deposição por ALD possui um ciclo com quatro etapas e ao fim de cada ciclo uma nova camada é depositada. É uma técnica que permite o recobrimento uniforme do substrato de maneira controlada, o que faz com que ele venha ganhando grande interesse nas pesquisas e aplicações. Uma variação das deposições CVD e ALD consiste na utilização de um plasma como precursor durante o processo. Isto consiste nas técnicas PECVD (plasma enhanced chemical vapor deposition – deposição química de vapor assistida a plasma) e PEALD (plasma enhanced atomic layer deposition – deposição por camada atômica assistida a plasma). O plasma é gerado a partir de um gás. Devido aos processos colissionais que ocorrem nele, espécies quimicamente ativadas podem ser geradas para reagirem com o substrato formando o filme. 

### Deposição física de vapor - PVD
Na deposição física, as partículas que se depositam para formar o filme são geradas através de algum método físico. Quando uma fonte sólida de material é utilizada ela pode ser transformada em vapor através do processo de evaporação ou por sputtering que são categorizados como processos físicos. Nestes processos a deposição é direcional, na qual deposita mais material resultando em filmes com espessuras que variam ao longo do substrato.
A evaporação ocorre a partir do aquecimento do material. As partículas evaporadas difundem ao longo de reator até encontrem uma superfície na qual se depositam e formam o filme. A técnica de sputtering (pulverização catódica) consiste no arrancamento de átomos de um alvo por bombardeamento iônico. Estes íons são gerados em um plasma, geralmente de argônio, e acelerados em direção ao alvo pela presença de um campo elétrico. O alvo é a fonte de material que será utilizado para produzir o filme, geralmente é metálico. Uma variação desta técnica é a deposição reativa: um gás reativo, como O2 ou N2, é incluído no processo e reage com os átomos depositados formando um filme composto, como TiO2 ou TiN. O plasma utilizado na deposição por sputtering pode ser gerado utilizando fontes de tensão diferentes (rádio frequência, corrente continua, corrente alternada, pulsada unipolar ou bipolar) e/ou utilizando um campo magnético como na deposição por magnetron sputtering.

## Crescimento do filme
O crescimento do filme basicamente consiste na condensação de átomos/moléculas de um vapor sobre a superfície. Durante a condensação alguns processos podem ocorrer desde a chegada dos átomos à superfície até a formação do filme. As partículas que atingem o substrato primeiramente adsorvem fisicamente na superfície depois, elas difundem ao longo da superfície, processo que depende da energia térmica que elas possuem. Essa mobilidade é importante pois causa o arranjamento dos átomos nos lugares mais adequados resultando em um filme com estrutura cristalina mais definida. Durante esta movimentação alguns átomos podem dessorver da superfície, os outros começam a se ligar formando pequenos núcleos, o que se chama nucleação. Estes núcleos crescem formando ilhas. Quando os núcleos entram em contanto ocorre a coalescência, a junção destes núcleos, formando estruturas maiores. Este processo continua até a formação de um filme contínuo.
A nucleação dos átomos adsorvidos pode ocorrer de três modos diferentes, sendo que eles dependem da interação entre os átomos depositados e a superfície do substrato. Esta interação é medida pela relação entre as tensões superficiais do substrato, 𝛾𝑆, do filme, 𝛾𝑓, e da interface, 𝛾𝑖. O primeiro modo de crescimento, chamado de Frank-van der Merwe, corresponde ao crescimento bidimensional no qual a aderência entre os átomos e a superfície é maior do que entre os átomos. O filme cresce de maneira suave, camada por camada atômica. No segundo modo, Volmer-Weber, o crescimento é tridimensional formando ilhas ao longo do substrato devido a pequena quantidade de ligações estáveis entre os átomos depositados e a superfície. O terceiro modo, Stranski-Krastanov, define o crescimento misto, bidimensional e tridimensional, no qual há a formação de ilhas após acima das camadas.  
Os filmes são compostos por grãos monocristalinos que possuem estruturas e direções específicas. O tamanho e as características desses grãos dependem do processo de deposição, dos materiais utilizados e das condições e parâmetros do processo, como temperatura do substrato, tempo de deposição, pressão parcial dos gases, entre outros.

### Epitaxia
A epitaxia corresponde ao crescimento do filme de maneira ordenada, crescimento este que é influenciado pela estrutura cristalina do substrato. É necessário que exista compatibilidade entre as estruturas do filme e do substrato. Essa forma de crescimento minimiza a energia de interface entre o filme e o substrato pois as ligações entre eles seguem uma simetria, um alinhamento. Para realizar o crescimento epitaxial é necessária identificar as estruturas e qual a simetria existente entre os cristais do filme e do substrato. Quando ambos são do mesmo material e estão na mesma fase e direção cristalina este processo se torna mais simples, a compatibilidade é direta, e é chamado de homoepitaxia. Quando não há compatibilidade, há diferença de fase ou de material entre substrato e filme, tem-se a heteroepitaxia, a epitaxia não ocorre. Nesta, surge tensões na interface entre filme e substrato que é responsável por discordâncias e aumenta e energia livre total. 

## Caracterização dos filmes
Identificar as características do filme é extremamente importante para os estudos, desenvolvimento, aperfeiçoamento e aplicação deles. Além disso, permite relacionar as propriedades dos filmes ao processo de deposição utilizado. Esta identificação é feita a partir da caracterização dos filmes é possível obter informações sobre a estrutura, morfologia, espessura, composição, propriedades químicas, físicas, elétricas, ópticas, magnéticas, térmicas e mecânicas dos filmes.  As técnicas mais utilizadas e as características que elas fornecem são:
- Perfilometria: espessura e rugosidade;
- Microscopia de força atômica (AFM): rugosidade e distribuição de tamanho dos grãos;
- Microscopia eletrônica de transmissão e Microscopia eletrônica de varredura (MEV): morfologia superficial e composição;
- Difração de raio X (DRX): estrutura das fases cristalinas, tamanhos de grãos, tensões e parâmetros de rede, textura orientacional;
- Raman: modos vibracionais, estrutura das fases cristalinas e ligações químicas;
- Espectroscopia de fotoelétrons excitados por raios X (XPS): composição e ligações químicas;
- Espectroscopia de massa de íons secundários (SIMS): composição em perfil;
- 4 - pontas: resistividade;
- Efeito Hall: densidade de portadores de carga e tipo de portadores;
- Transmitância e refletância: espessura, índice de refração, porcentagem de absorção de radiação, energia de band gap para semicondutores;
- Elipsometria: espessura, índice de refração e energia de band gap para semicondutores;
- Nanodureza: dureza, elasticidade, aderência;
- Scratch Test: adesão do filme e propriedade tribológicas;
- Ângulo de contato: molhabilidade, energia de superfície;

## Aplicações
E o avanço nos estudos na área de ciência e tecnologia de filmes finos tem permitido ampliar a sua aplicação atingindo as áreas médicas e biológicas, de geração de energia, revestimentos ópticos, eletrônica, materiais semicondutores, entre outros . Seguem alguma aplicações de acordo com a área:
- Óptica: fabricação e polarização de lentes;
- Médica e biológica: biomateriais, próteses ósseas;
- Eletrônica: componentes eletrônicos, displays flexíveis (OLED), materiais semicondutores, dispositivos fotônicos;
- Energia: células solares;
- Indústria: revestimento de ferramentas, controle de desgaste, itens decorativos, peças de automóveis e equipamentos, produção de vidros autolimpantes, tratamentos de têxteis, entre outros;